# WTA Challenger de Bucareste
O WTA Challenger de Bucareste – ou Țiriac Foundation Trophy, atualmente – é um torneio de tênis profissional feminino, de nível WTA 125.
Realizado em Bucareste, capital da Romênia, estreou em 2022. Os jogos são disputados em quadras de saibro durante o mês de setembro.

## Finais

### Simples
| Ano  | Campeã             | Vice-campeã            | Resultado     |
| ---- | ------------------ | ---------------------- | ------------- |
| 2024 | Miriam Bulgaru     | Kathinka von Deichmann | 6–3, 1–6, 6–4 |
| 2023 | Astra Sharma       | Sara Errani            | 0–6, 7–5, 6–2 |
| 2022 | Irina-Camelia Begu | Réka-Luca Jani         | 6–3, 6–3      |

### Duplas
| Ano  | Campeãs                              | Vice-campeãs                            | Resultado        |
| ---- | ------------------------------------ | --------------------------------------- | ---------------- |
| 2024 | Carole Monnet Darja Semeņistaja      | Aliona Bolsova Katarzyna Kawa           | 1–6, 6–2, [10–7] |
| 2023 | Angelica Moratelli Camilla Rosatello | Valentini Grammatikopoulou Anna Sisková | 7–5, 6–4         |
| 2022 | Aliona Bolsova Andrea Gámiz          | Réka-Luca Jani Panna Udvardy            | 7–5, 6–3         |